# تیرانوسور ۹۹۵۱
سیارک ۹۹۵۱ (به انگلیسی: 9951 Tyrannosaurus، نامگذاری:1990VK5) نه هزار و نهصد و پنجاه و یکمین سیارک کشف شده‌است که در ۱۵ نوامبر ۱۹۹۰ کشف شد.
قدر مطلق سیارک برابر ۲۱٫۴ است.